# Regierung Lars Løkke Rasmussen I

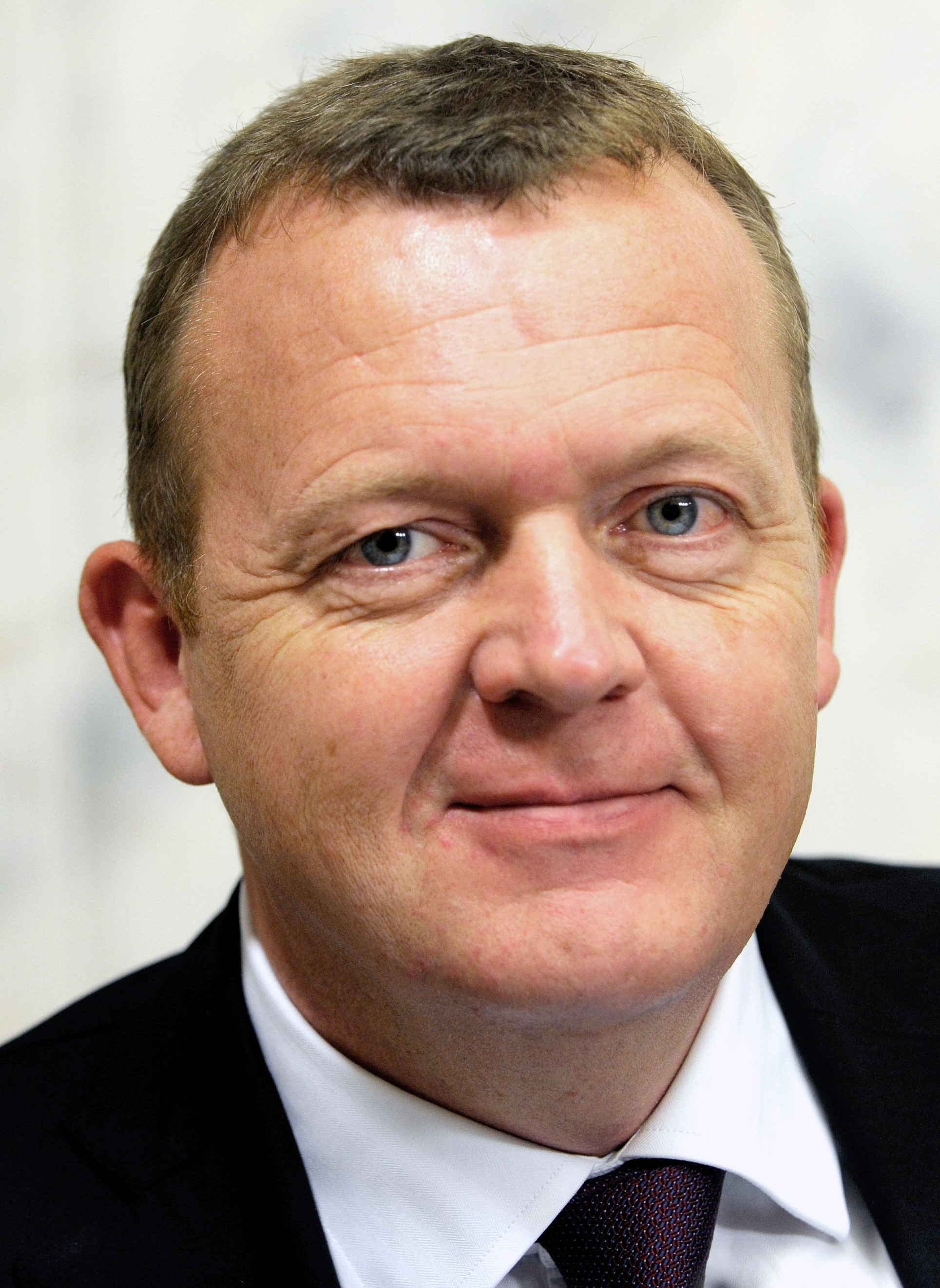
Lars Løkke Rasmussen, 2009

Die Regierung Lars Løkke Rasmussen (dänisch regeringen Lars Løkke Rasmussen I) unter Ministerpräsident Lars Løkke Rasmussen war die dänische Regierung vom 5. April 2009 bis zum 3. Oktober 2011. Sie bestand aus der rechtsliberalen Venstre und der Konservativen Volkspartei. Amtierende Königin war Margrethe II.

## Amtsantritt Lars Løkke Rasmussens
Der bisherige Regierungschef Anders Fogh Rasmussen war zuvor für den Posten des NATO-Generalsekretärs designiert worden. Seine seit 2001 bestehende Koalition aus Rechtsliberalen und Konservativen unter Duldung der rechtspopulistischen Dansk Folkeparti wurde fortgesetzt. Gegenüber dem Vorgängerkabinett gab es nur wenige personelle Veränderungen: Der bisherige Arbeitsminister Claus Hjort Frederiksen wurde Lars Løkke Rasmussens Nachfolger im Amt des Finanzministers, Venstres Politische Sprecherin Inger Støjberg trat in die Regierung ein, während die umstrittene Wohlfahrtsministerin Karen Jespersen sie verließ. Das für sie neu zugeschnittene Ministerium wurde aufgelöst und seine Kompetenzen auf das Innen- und Sozialministerium unter Karen Ellemann sowie das Arbeitsministerium verteilt.

## Regierungsumbildung 2010
Am 23. Februar 2010 erfolgte eine umfangreiche Ministerrochade. Im Vergleich zum Kabinett Anders Fogh Rasmussen III besetzte nur noch eine Ministerin (Birthe Rønn Hornbech) den gleichen Posten. Gleichzeitig präsentierte Lars Løkke Rasmussen ein neues Arbeitsprogramm mit dem Titel "Danmark 2020". Dem Ministerpräsidenten war daran gelegen, der Regierungsarbeit neue Dynamik zu verleihen und sich vom politischen Erbe seines Vorgängers abzusetzen. Er sprach daher auch von einer neuen Regierung Løkke Rasmussen II, die das umgebildete Kabinett im formellen Sinn jedoch nicht war. 

## Weitere Veränderungen
Personalquerelen in der Konservativen Volkspartei erzwangen am 14. Januar 2011 den Rücktritt von Lene Espersen als Parteichefin. Ihr Nachfolger Justizminister Lars Barfoed rückte im Kabinett entsprechend zum Stellvertretenden Ministerpräsidenten auf.
Am 8. März 2011 wurde Birthe Rønn Hornbech entlassen, nachdem bekannt geworden war, dass das Integrationsministerium mit ihrer Kenntnis rechtswidrig die Einbürgerung staatenloser Palästinenser hintertrieben hatte.
Nachdem die Regierung Løkke Rasmussen in der Folketingswahl 2011 ihre Parlamentsmehrheit eingebüßt hatte, wurde sie am 3. Oktober 2011 von der Regierung Helle Thorning-Schmidt I abgelöst. 

## Kabinettsliste
| Ressort                                  | Name                    | Partei                  | Amtsperiode                        |
| ---------------------------------------- | ----------------------- | ----------------------- | ---------------------------------- |
| Ministerpräsident                        | Lars Løkke Rasmussen    | Venstre                 |                                    |
| Stellvertretender Ministerpräsident      | Lene Espersen           | Konservative            | bis zum 14. Januar 2011            |
| Stellvertretender Ministerpräsident      | Lars Barfoed            | Konservative            | ab dem 14. Januar 2011             |
| Äußeres                                  | Per Stig Møller         | Konservative            | bis zum 23. Februar 2010           |
| Äußeres                                  | Lene Espersen           | Konservative            | ab dem 23. Februar 2010            |
| Finanzen                                 | Claus Hjort Frederiksen | Venstre                 |                                    |
| Wirtschaft                               | Lene Espersen           | Konservative            | bis zum 23. Februar 2010           |
| Wirtschaft                               | Brian Mikkelsen         | Konservative            | ab dem 23. Februar 2010            |
| Inneres                                  | Karen Ellemann          | Venstre                 | bis zum 23. Februar 2010           |
| Inneres                                  | Bertel Haarder          | Venstre                 | ab dem 23. Februar 2010            |
| Justiz                                   | Brian Mikkelsen         | Konservative            | bis zum 23. Februar 2010           |
| Justiz                                   | Lars Barfoed            | Konservative            | ab dem 23. Februar 2010            |
| Verteidigung                             | Søren Gade              | Venstre                 | ab dem 23. Februar 2010            |
| Verteidigung                             | Gitte Lillelund Bech    | Venstre                 | ab dem 23. Februar 2010            |
| Transport                                | Lars Barfoed            | Konservative            | bis zum 23. Februar 2010           |
| Transport                                | Hans Christian Schmidt  | Konservative            | ab dem 23. Februar 2010            |
| Kultur                                   | Carina Christensen      | Konservative            | bis zum 23. Februar 2010           |
| Kultur                                   | Per Stig Møller         | Konservative            | ab dem 23. Februar 2010            |
| Gesundheit                               | Jakob Axel Nielsen      | Konservative            | bis zum 23. Februar 2010           |
| Gesundheit                               | Bertel Haarder          | Konservative            | ab dem 23. Februar 2010            |
| Klima und Energie                        | Connie Hedegaard        | Konservative            | bis zum 24. November 2009          |
| Klima und Energie                        | Lykke Friis             | Venstre                 | ab dem 24. November 2009           |
| Flüchtlinge, Einwanderer und Integration | Birthe Rønn Hornbech    | Venstre                 | bis zum 8. März 2011               |
| Flüchtlinge, Einwanderer und Integration | Søren Pind              | Venstre                 | ab dem 8. März 2011                |
| Kirche                                   | Birthe Rønn Hornbech    | Venstre                 | bis zum 8. März 2011               |
| Kirche                                   | Per Stig Møller         | Konservative            | ab dem 8. März 2011                |
| Umwelt                                   | Troels Lund Poulsen     | Venstre                 | bis zum 23. Februar 2010           |
| Umwelt                                   | Karen Ellemann          | Venstre                 | ab dem 23. Februar 2010            |
| Steuern                                  | Kristian Jensen         | Venstre                 |                                    |
| Bildung                                  | Bertel Haarder          | Venstre                 | bis zum 23. Februar 2010           |
| Bildung                                  | Tina Nedergaard         | Venstre                 | 23. Februar 2010 – 8. März 2011    |
| Bildung                                  | Troels Lund Poulsen     | Venstre                 | ab dem 8. März 2011                |
| Nordische Zusammenarbeit                 | Bertel Haarder          | Venstre                 | bis zum 23. Februar 2010           |
| Nordische Zusammenarbeit                 | Karen Ellemann          | Venstre                 | ab dem 23. Februar 2010            |
| Ernährung, Landwirtschaft und Fischerei  | Eva Kjer Hansen         | Venstre                 | bis zum 23. Februar 2010           |
| Ernährung, Landwirtschaft und Fischerei  | Henrik Høegh            | Venstre                 | ab dem 23. Februar 2010            |
| Wissenschaft, Technologie und Forschung  | Helge Sander            | Venstre                 | bis zum 23. Februar 2010           |
| Charlotte Sahl-Madsen                    | Konservative            | ab dem 23. Februar 2010 |                                    |
| Soziales                                 | Karen Ellemann          | Venstre                 | ab dem 23. Februar 2010            |
| Soziales                                 | Benedikte Kiær          | Konservative            | ab dem 23. Februar 2010            |
| Entwicklungszusammenarbeit               | Ulla Tørnæs             | Venstre                 | bis zum 23. Februar 2010           |
| Entwicklungszusammenarbeit               | Søren Pind              | Venstre                 | ab dem 23. Februar 2010            |
| Arbeit                                   | Inger Støjberg          | Venstre                 |                                    |
| Gleichstellung                           | Inger Støjberg          | Venstre                 | bis zum 23. Februar 2010           |
| Gleichstellung                           | Lykke Friis             | Venstre                 | ab dem 23. Februar 2010            |
| UN-Klimakonferenz in Kopenhagen          | Connie Hedegaard        | Konservative            | 24. November bis 20. Dezember 2009 |